# Le Clerjus
Le Clerjus [lə klɛʁʒy]  est une commune française située dans le département des Vosges en région Grand Est.
Ses habitants sont appelés les Clerjussiens.

## Géographie

### Localisation

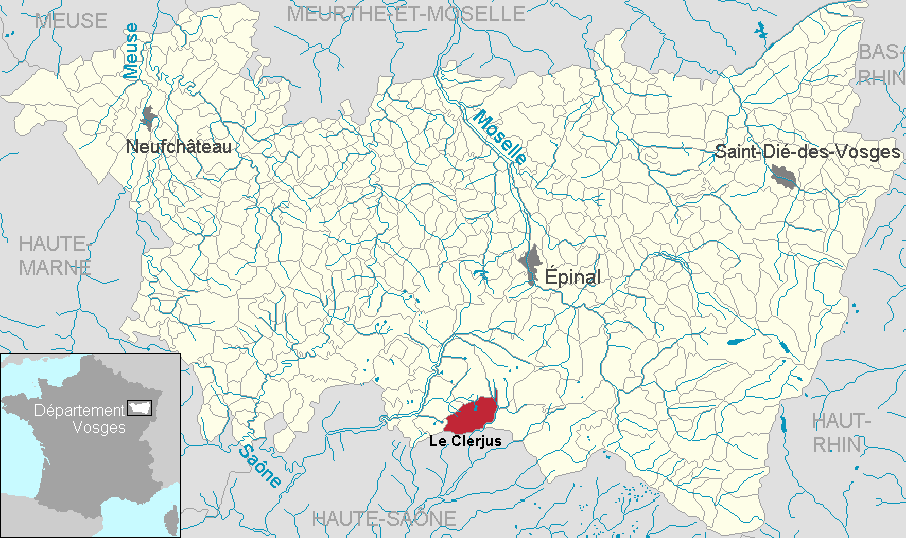
Localisation dans le département.

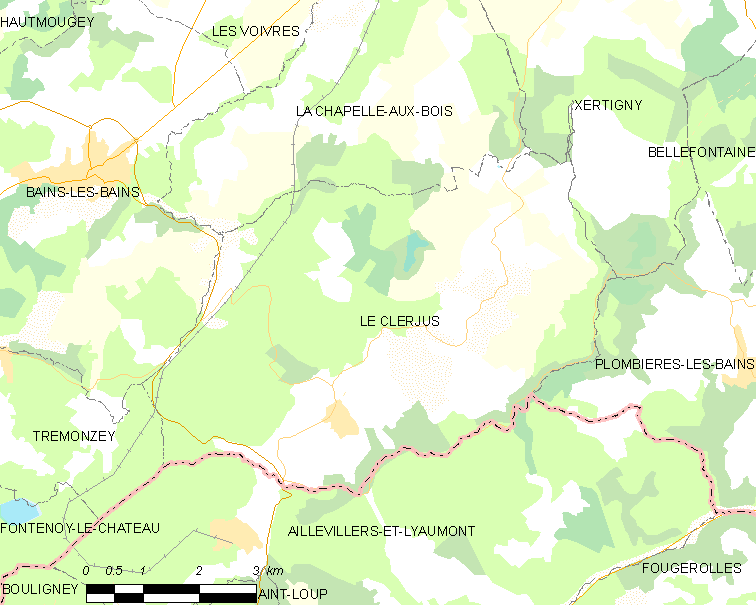
Situation géographique de Le Clerjus.

Le Clerjus se situe sur le plateau de la Vôge au sud d'Épinal.

### Communes limitrophes
|                 | La Chapelle-aux-Bois                   | Xertigny             |
| Bains-les-Bains | Clerjus                                |                      |
| Trémonzey       | Aillevillers-et-Lyaumont (Haute-Saône) | Plombières-les-Bains |

### Géologie et relief
Le relief tourmenté culmine au Noirmont dont l'altitude de 574 mètres offre un joli panorama.

### Sismicité
Commune située dans une zone 3 de sismicité modérée.

### Hydrographie et les eaux souterraines
Hydrogéologie et climatologie : Système d’information pour la gestion des eaux souterraines du bassin Rhin-Meuse :
Territoire communal : Occupation du sol (Corinne Land Cover); Cours d'eau (BD Carthage),
Géologie : Carte géologique; Coupes géologiques et techniques,
 Hydrogéologie : Masses d'eau souterraine; BD Lisa; Cartes piézométriques.
La commune est située dans le bassin versant de la Saône au sein du bassin Rhône-Méditerranée-Corse. Elle est drainée par la Semouse, le Récourt, le ruisseau du Roulier, la Franouze, le Molieu, le ruisseau des Senseaux et le ruisseau du Hallot.
La Semouse, d'une longueur totale de 41 km, prend sa source dans la commune de Bellefontaine et se jette dans la Lanterne à Conflans-sur-Lanterne, après avoir traversé 15 communes.
De nombreux étangs parsèment par ailleurs le territoire communal, dont le plus grand est celui de Corbéfaing.

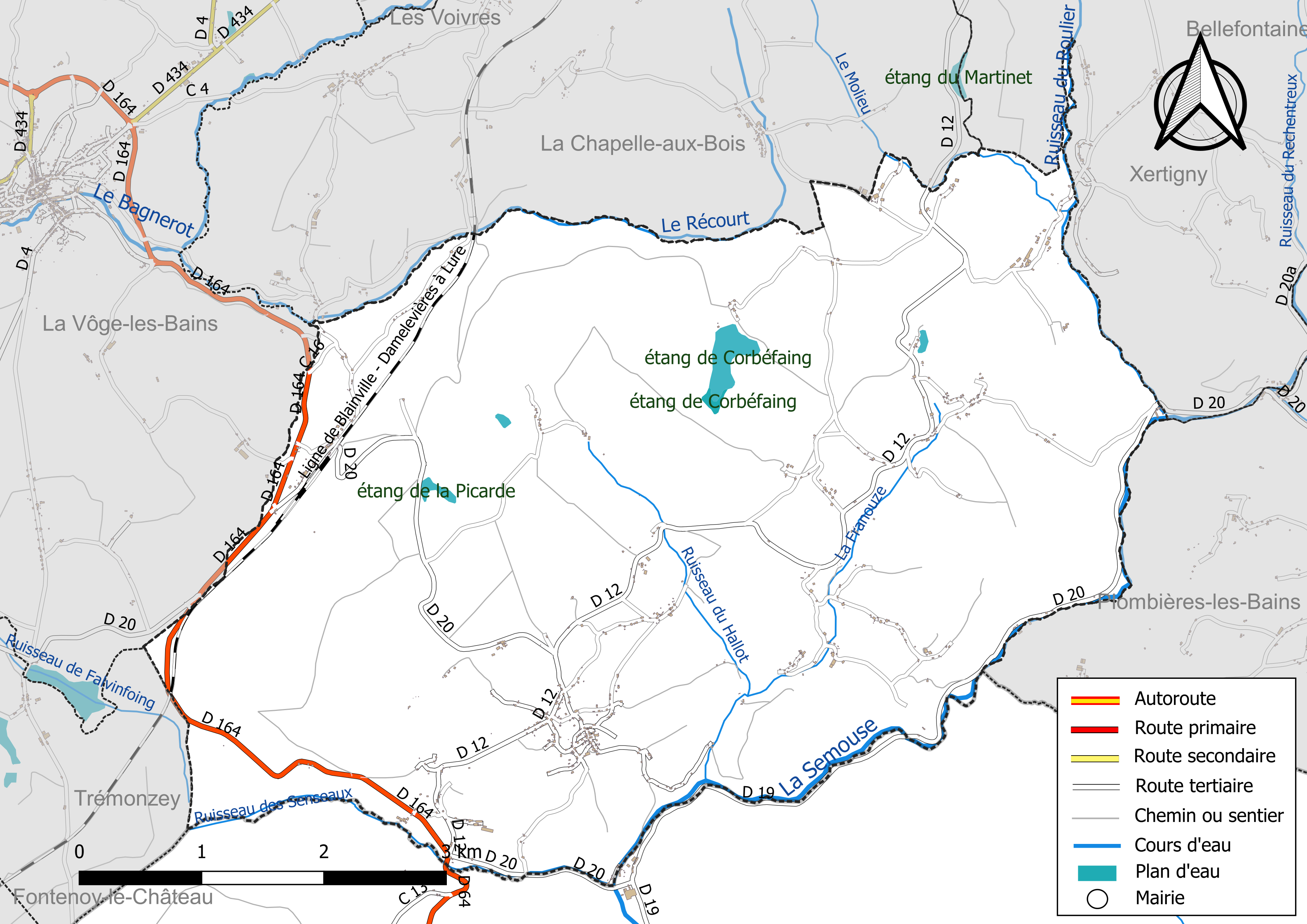
Réseaux hydrographique et routier du Clerjus.

### Voies de communications et transports

#### Voies routières
- D20 vers Trémonzey[3].
- D164 vers Darney.
- D19 vers Aillevillers-et-Lyaumont.

#### Transports en commun
- Fluo Grand Est.

#### Lignes SNCF
- Gare de Bains-les-Bains.

### Climat
Pour des articles plus généraux, voir Climat du Grand Est et Climat des Vosges.
En 2010, le climat de la commune est de type climat de montagne, selon une étude du Centre national de la recherche scientifique s'appuyant sur une série de données couvrant la période 1971-2000. En 2020, Météo-France publie une typologie des climats de la France métropolitaine dans laquelle la commune est exposée à un climat semi-continental et est dans la région climatique  Lorraine, plateau de Langres, Morvan, caractérisée par un hiver rude (1,5 °C), des vents modérés et des brouillards fréquents en automne et hiver. 
Pour la période 1971-2000, la température annuelle moyenne est de 9,5 °C, avec une amplitude thermique annuelle de 17,1 °C. Le cumul annuel moyen de précipitations est de 1 277 mm, avec 13,5 jours de précipitations en janvier et 10,3 jours en juillet. Pour la période 1991-2020, la température moyenne annuelle observée sur la station météorologique de Météo-France la plus proche, « Aillevillers », sur la commune d'Aillevillers-et-Lyaumont à 4 km à vol d'oiseau, est de 10,6 °C et le cumul annuel moyen de précipitations est de 1 175,0 mm. 
La température maximale relevée sur cette station est de 40,6 °C, atteinte le 25 juillet 2019 ; la température minimale est de −23,5 °C, atteinte le 6 janvier 1985,,. 
Les paramètres climatiques de la commune ont été estimés pour le milieu du siècle (2041-2070) selon différents scénarios d'émission de gaz à effet de serre à partir des nouvelles projections climatiques de référence DRIAS-2020. Ils sont consultables sur un site dédié publié par Météo-France en novembre 2022.

## Urbanisme

### Typologie
Au 1er janvier 2024, Le Clerjus est catégorisée commune rurale à habitat très dispersé, selon la nouvelle grille communale de densité à sept niveaux définie par l'Insee en 2022.
Elle est située hors unité urbaine et hors attraction des villes,.

### Occupation des sols
L'occupation des sols de la commune, telle qu'elle ressort de la base de données européenne d’occupation biophysique des sols Corine Land Cover (CLC), est marquée par l'importance des territoires agricoles (50,8 % en 2018), une proportion sensiblement équivalente à celle de 1990 (50,7 %). La répartition détaillée en 2018 est la suivante : 
forêts (47,6 %), zones agricoles hétérogènes (31 %), terres arables (13,4 %), prairies (6,4 %), zones urbanisées (0,8 %), eaux continentales (0,8 %). L'évolution de l’occupation des sols de la commune et de ses infrastructures peut être observée sur les différentes représentations cartographiques du territoire : la carte de Cassini (XVIIIe siècle), la carte d'état-major (1820-1866) et les cartes ou photos aériennes de l'IGN pour la période actuelle (1950 à aujourd'hui).

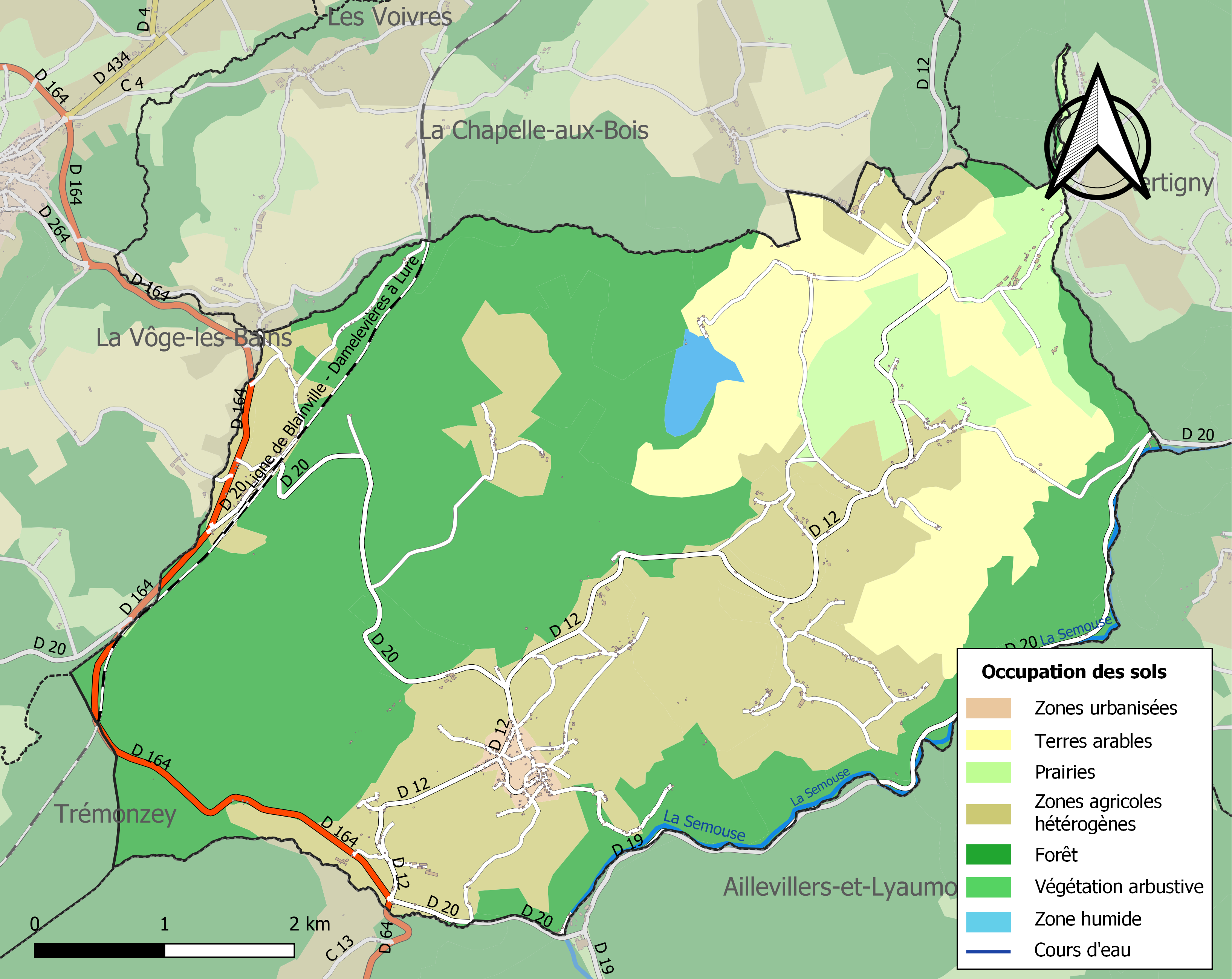
Carte des infrastructures et de l'occupation des sols de la commune en 2018 (CLC).

## Toponymie
Le nom de la localité est attesté sous les formes M. de Clergio (vers 1145) ; Clerjoux (1198) ; R. de Clervis pour Clerjus (XIe ou XIIe siècle) ; Ecclesia du Clerjoux (1235) ; Ecclesiæ dou Clerjous (1250) ; Li Clerjous (1402) ; De Clerjonno (1402) ; Du Clergou (1422) ; Du Chergou (1433) ; Du Clerjou (1435) ; Le Clergoux (1371) ; Le Clerjus (1585) ; Le Clerejus (1595) ; Le Clerzu (1656) ; Clerjus les Framouses (XVIIIe siècle).

De l'oïl cler « clairsemé » et oïl jour, joux « forêt de montagne », qui est gaulois, *juris « forêt de montagne », la finale -us est tardive

## Histoire

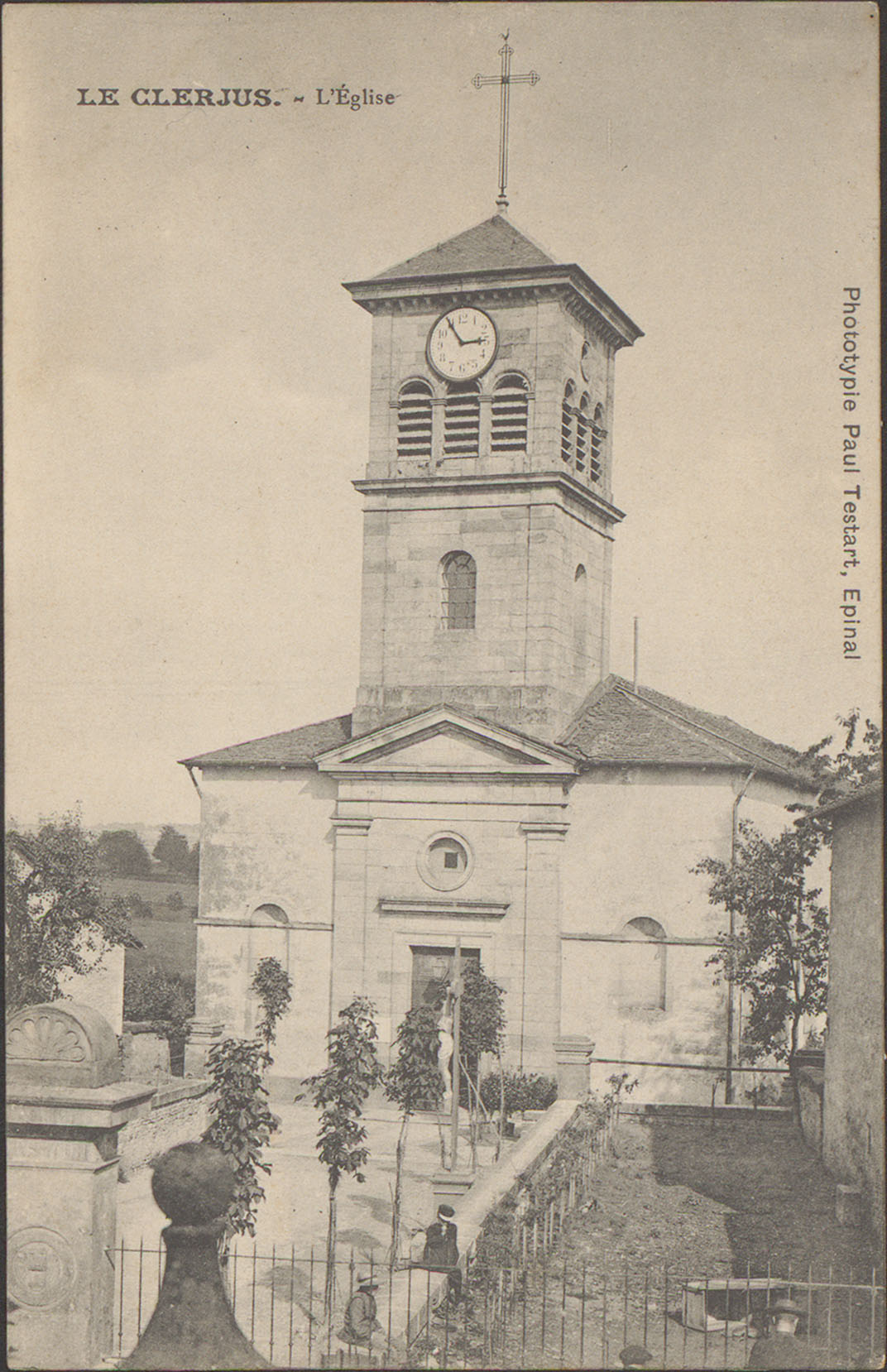
Ancienne carte postale de l'église du Clerjus, par Paul Testart.

- Tirant son nom du latin clarus (clair) et juris (hauteur boisée), la commune s'appelait le Clerjoux jusqu'au début du XVIIIe siècle.
- Le chemin de Saint-Loup est une ancienne voie romaine venant de Luxeuil.
- Le Clerjus était le chef-lieu de canton d’une communauté qui faisait partie du comté de Fontenoy. En 1594 et 1710, la commune dépendait du bailliage de Vôge, prévôté d’Arches, terre d'alleu. En 1751, la commune dépendait du bailliage de Remiremont, maîtrise d’Épinal puis, en 1790, du district d’Épinal, canton de Xertigny.
- L’église, appelée La Franouse, faisait partie du diocèse de Toul, doyenné de Remiremont. La paroisse dépendait de la cure de Xertigny[18].
- La mairie et l’école furent construites en 1826. La commune comptait 57 habitants en 1710, 2 236 habitants en 1830 et 2 580 habitants en 1867.
- En 1863 fut inaugurée dans la commune du Clerjus la gare de chemin de fer appelée station de Bains-les-Bains. Au temps des locomotives à vapeur, les châteaux d'eau de la gare étaient alimentés par l'eau de l'étang de la Picarde que la commune a aujourd'hui converti en aire de loisirs[19].

## Héraldique
| Blason | Blasonnement : D'or à la bande de gueules chargée de trois alérions d'argent accompagné en chef de deux cerises de gueules aux bouts d'un pédoncule double de sinople, et en pointe d'une feuille de hêtre du même. Commentaires : Le Clerjus, terre lorraine confirmée par les trois alérions, est célèbre pour son kirsch, symbolisé par les deux cerises. La feuille de hêtre rappelle l'essence majoritaire des forêts qui entourent la commune. |

## Politique et administration
| Période                                  | Période    | Identité                      | Étiquette | Qualité     |
| ---------------------------------------- | ---------- | ----------------------------- | --------- | ----------- |
| Les données manquantes sont à compléter. |            |                               |           |             |
| mars 1977                                | mars 2008  | Denise Godard                 |           | Enseignante |
| mars 2008                                | avril 2014 | Patrice Rigoulot              |           |             |
| avril 2014                               | juin 2020  | Jean-Marie Michel (1945-2023) |           | Agriculteur |
| juin 2020                                | En cours   | Philippe Jollet (°1960)       |           |             |

### Budget et fiscalité 2022
En 2022, le budget de la commune était constitué ainsi :
- total des produits de fonctionnement : 538 000 €, soit 1 020 € par habitant ;
- total des charges de fonctionnement : 408 000 €, soit 774 € par habitant ;
- total des ressources d'investissement : 776 000 €, soit 1 454 € par habitant ;
- total des emplois d'investissement : 241 000 €, soit 457 € par habitant ;
- endettement : 603 000 €, soit 1 145 € par habitant.

Avec les taux de fiscalité suivants :
- taxe d'habitation : 12,34 % ;
- taxe foncière sur les propriétés bâties : 42,59 % ;
- taxe foncière sur les propriétés non bâties : 29,04 % ;
- taxe additionnelle à la taxe foncière sur les propriétés non bâties : 0,00 % ;
- cotisation foncière des entreprises : 0,00 %.

Chiffres clés Revenus et pauvreté des ménages en 2021 : médiane en 2021 du revenu disponible, par unité de consommation : 19 120 €.

## Économie

### Entreprises et commerces

#### Agriculture
- Élevage de vaches laitières.
- Élevage d'autres bovins et de buffles.
- Élevage de chevaux et d'autres équidés.
- Sylviculture et autres activités forestières.
- Culture de légumes, de melons, de racines et de tubercules.

#### Tourisme
- Hébergements et restauration à Le Clerjus, Bains-les-Bains, Anjeux, Mélincourt,
- Gîte rural[23].

#### Commerces
- Commerces et services de proximité.
- Usine métallurgique dite Forge d'Allangis, puis filature[24].

## Population et société

### Démographie

#### Évolution démographique
L'évolution du nombre d'habitants est connue à travers les recensements de la population effectués dans la commune depuis 1793. Pour les communes de moins de 10 000 habitants, une enquête de recensement portant sur toute la population est réalisée tous les cinq ans, les populations de référence des années intermédiaires étant quant à elles estimées par interpolation ou extrapolation. Pour la commune, le premier recensement exhaustif entrant dans le cadre du nouveau dispositif a été réalisé en 2005.

En 2022, la commune comptait 463 habitants, en évolution de −17,62 % par rapport à 2016 (Vosges : −2,96 %, France hors Mayotte : +2,11 %).
| 1793  | 1800  | 1806  | 1821  | 1831  | 1836  | 1841  | 1846  | 1856  |
| ----- | ----- | ----- | ----- | ----- | ----- | ----- | ----- | ----- |
| 1 519 | 1 787 | 1 908 | 2 085 | 2 433 | 2 410 | 2 565 | 2 560 | 2 310 |

| 1861  | 1866  | 1872  | 1876  | 1881  | 1886  | 1891  | 1896  | 1901  |
| ----- | ----- | ----- | ----- | ----- | ----- | ----- | ----- | ----- |
| 2 489 | 2 580 | 2 512 | 2 376 | 2 213 | 2 175 | 2 066 | 1 956 | 1 835 |

| 1906  | 1911  | 1921  | 1926  | 1931  | 1936  | 1946  | 1954  | 1962 |
| ----- | ----- | ----- | ----- | ----- | ----- | ----- | ----- | ---- |
| 1 843 | 1 765 | 1 559 | 1 465 | 1 374 | 1 290 | 1 146 | 1 073 | 954  |

| 1968 | 1975 | 1982 | 1990 | 1999 | 2005 | 2006 | 2010 | 2015 |
| ---- | ---- | ---- | ---- | ---- | ---- | ---- | ---- | ---- |
| 817  | 736  | 669  | 634  | 521  | 561  | 556  | 582  | 561  |

| 2020 | 2022 | - | - | - | - | - | - | - |
| ---- | ---- | - | - | - | - | - | - | - |
| 479  | 463  | - | - | - | - | - | - | - |

### Enseignement
Établissements d'enseignements :
- Écoles maternelles et primaires à La Vôge-les-Bains, Aillevillers-et-Lyaumont, La Chapelle-aux-Bois, La Chapelle-aux-Bois, Bellefontaine.
- Collèges à  La Vôge-les-Bains, Plombières-les-Bains, Xertigny.
- Lycées à La Vôge-les-Bains, Saint-Loup-sur-Semouse, Luxeuil-les-Bains.

### Santé
Professionnels et établissements de santé :
- Médecins à Bains-les-Bains, Aillevillers-et-Lyaumont, Fleurey-lès-Saint-Loup.
- Pharmacies à Bains-les-Bains, Aillevillers-et-Lyaumont, Fontenoy-le-Château.
- Hôpitaux à Xertigny, Luxeuil-les-Bains.
- Centre hospitalier de Remiremont.

### Cultes
- Culte catholique, Paroisse Saint-Colomban-en-Vôge[31], Diocèse de Saint-Dié.

## Lieux et monuments

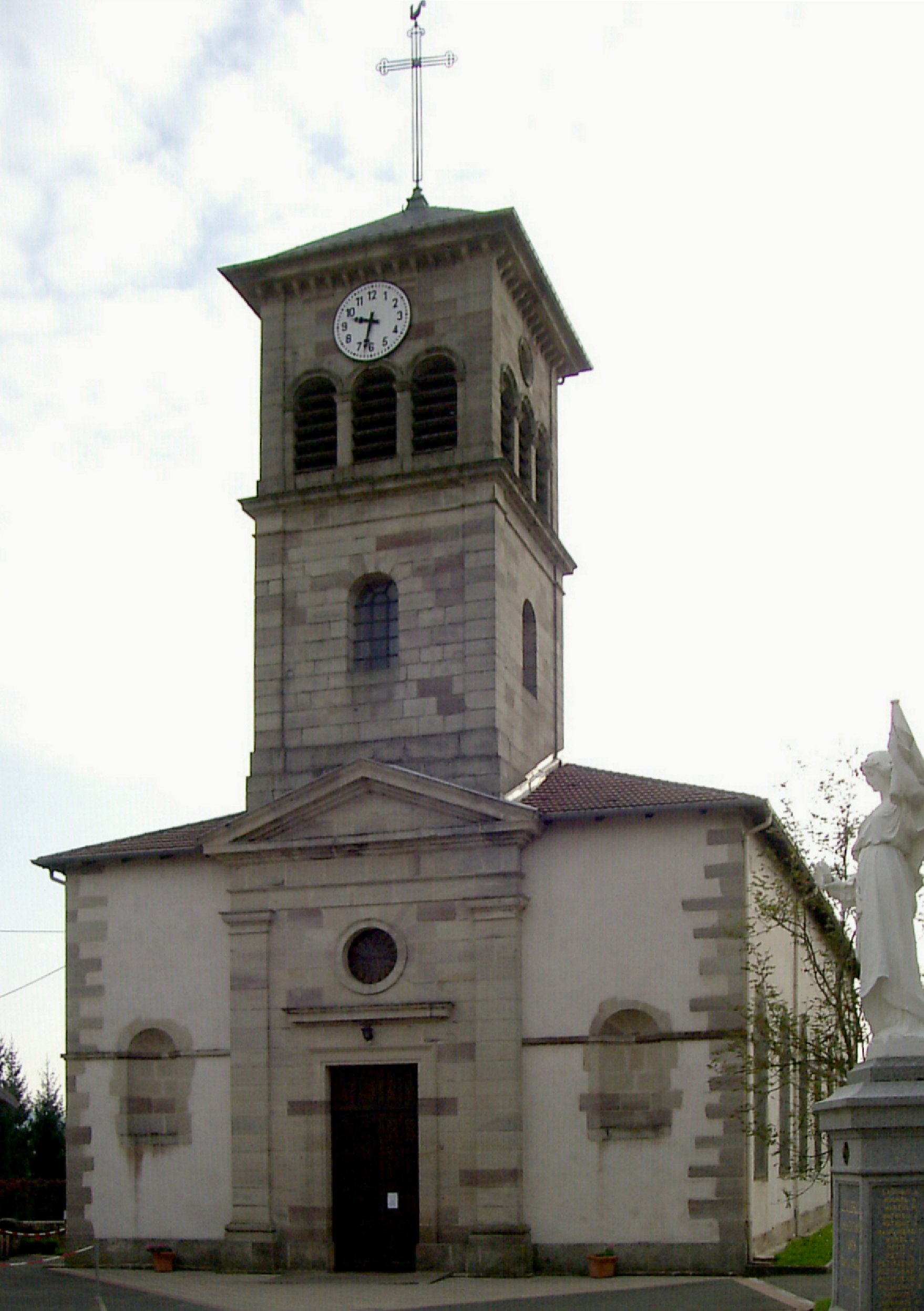
Église Saint-Maurice.
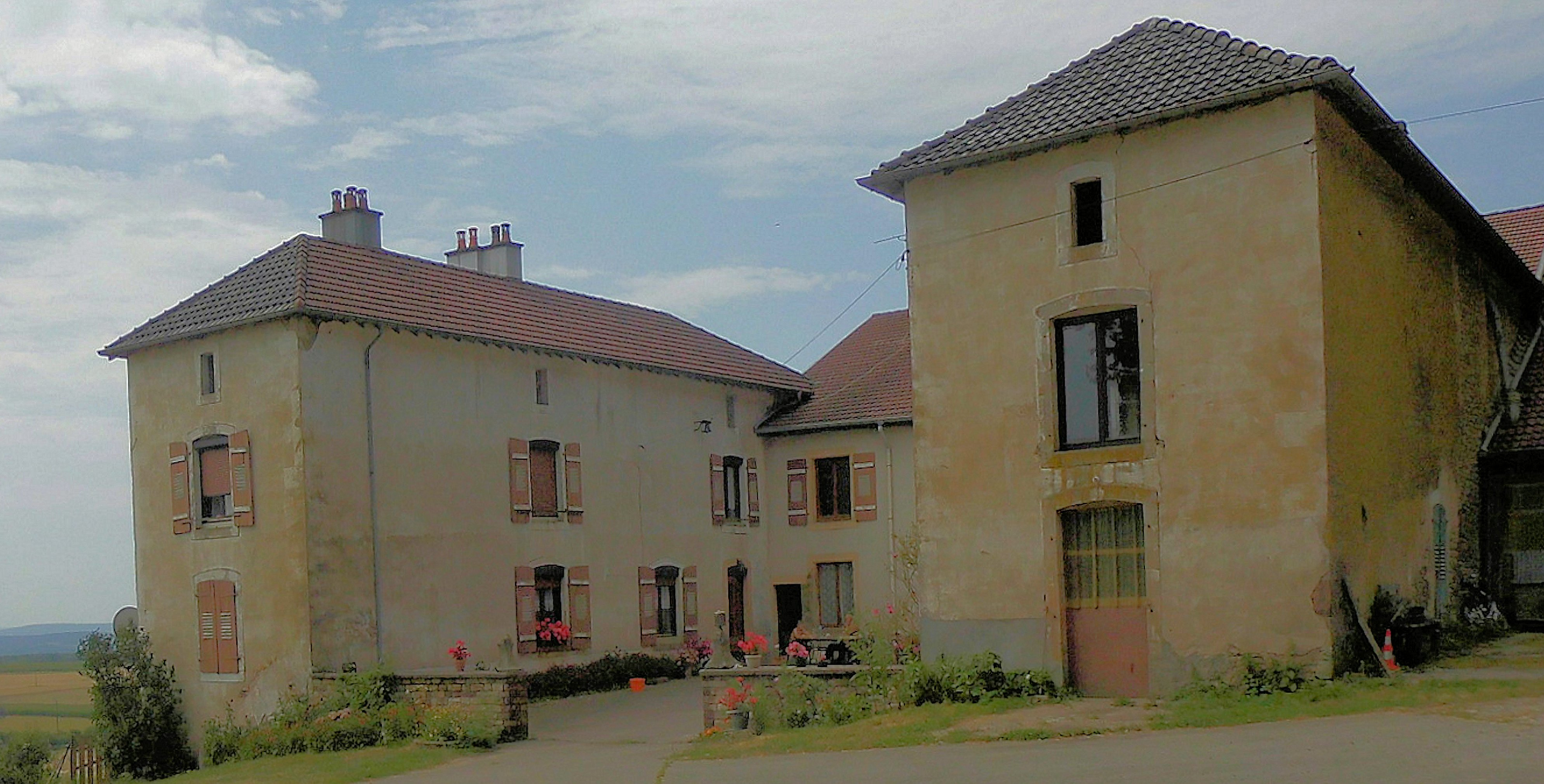
Le château Puton.
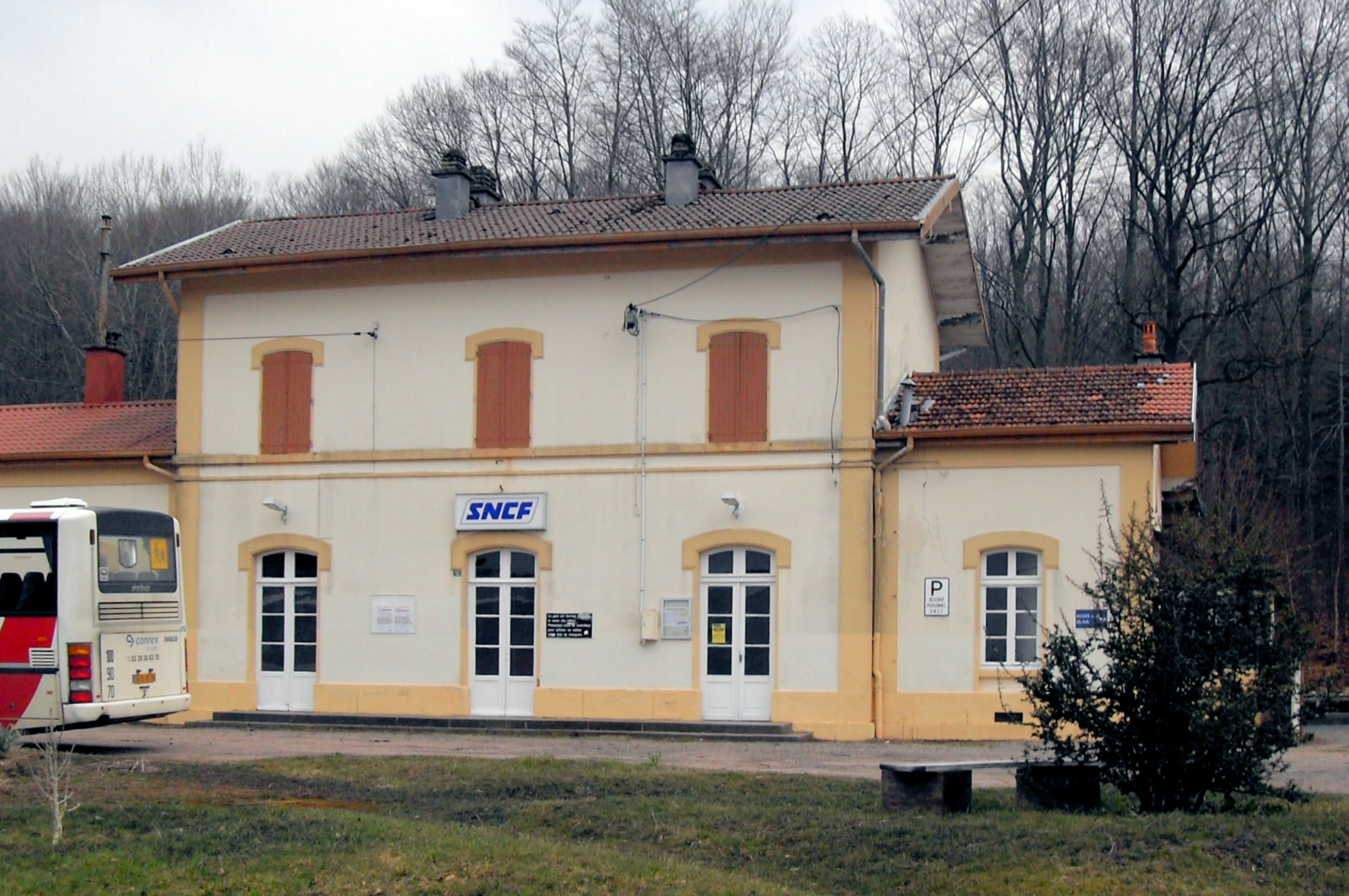
La gare de Bains-les-Bains.
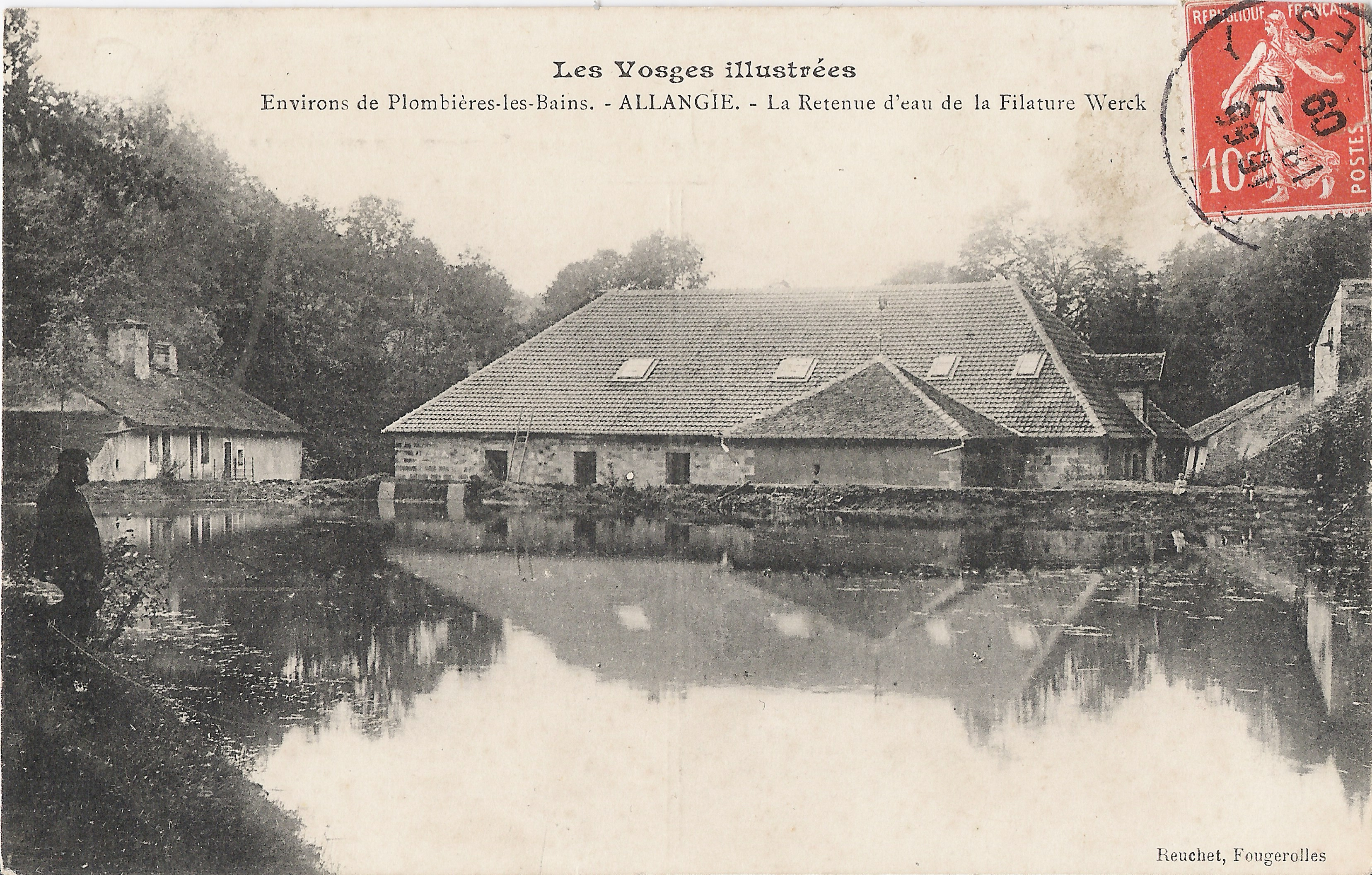
La retenue d'eau de la Filature.

- L'église Saint-Maurice, agrandie vers 1780,

et son orgue de 1851 de Ducrotet.
- La chapelle de la Chaudeau (1805) et la grotte de la Chaudeau (1926)[33],[34].
- Monuments aux morts[35].
- Le château Puton (XVIIIe siècle), construit par le maître de forges Georges Puton.
- Le château de Bellevue (XIXe siècle), construit pour M. de Buyer.
- Le patrimoine architectural rural recensé par le service régional de l'Inventaire général du patrimoine culturel
- Depuis le 5 mai 2010, le territoire communal du Clerjus fait partie de l'aire de production du kirsch de Fougerolles[36],[37],[38],[39].
- Usine métallurgique dite Forge d'Allangis, puis filature[40],[41].

## Personnalités liées à la commune
- Christophe Jeanblanc, sculpteur sur pierre[42].

## Pour approfondir